# Pedicularis oxyrhyncha
Pedicularis oxyrhyncha är en snyltrotsväxtart som beskrevs av T. Yamazaki. Pedicularis oxyrhyncha ingår i släktet spiror, och familjen snyltrotsväxter. Inga underarter finns listade i Catalogue of Life.